# The Patty Patty Sound
The Patty Patty Sound es un EP lanzado por The Beta Band lanzado en 1998. Todas las canciones del EP fueron incluidas posteriormente en el recopilatorio The Three E.P.'s junto con Champion Versions y Los Amigos del Beta Bandidos. The Monolith se titula simplemente Monolith en The Three E.P.'S.

## Listado de canciones
1. "Inner Meet Me" - 6:20
2. "The House Song" - 7:15
3. "The Monolith" - 15:48
4. "She's the One" - 8:21